# Kongsborg (Sydslesvig)
Kongsborg var en fæstning på halvøen Svans i Sydslesvig, som Erik af Pommern lod opføre omkring 1415 og som spillede en strategisk rolle i konflikten mellem danskere og holstenere i begyndelsen af 1400-tallet. Borgen var beliggende på et cirka 4,5 hektar stort næs på Sliens sydside i nærheden af sundbyen Mysunde og landsbyen Bonert. Den blev opført på en femkantet grundplan og var omgivet af flere jordvolde og dybe vandgrave. Den bestod af både en indre og en ydre borg. Den indre borg dannede et kvadrat med en sidelængde på 50 meter. På arealets sydlige del rejser sig dag i dag en cirka 7,40 meter høj bakke. Tæt ved bakken fandt man i begyndelsen af 1900-tallet fundamenterne af et rundt tårn, bygget af kampesten.
Efter at borgen blev opgivet, forfaldt den mere og mere. Materialerne fra Kongsborg blev blandt andet anvendt til istandsættelse af kirken i Risby. I 1902 opførtes på stedet en villa. Voldgravene omkring den nye villa er bevaret.
Ud for stedet ligger småøen Kidholm.